# Meridiano 174 W
O meridiano 174 W é um meridiano que, partindo do Polo Norte, atravessa o Oceano Ártico, Ásia, Oceano Pacífico, Oceano Antártico, Antártida e chega ao Polo Sul. Forma um círculo máximo com o Meridiano 6 E.
Começando no Polo Norte, o meridiano 174º Oeste tem os seguintes cruzamentos:
| País, território ou mar | Notas |
| ----------------------- | --- |
| Oceano Ártico           | |
| Mar de Chukchi          | |
| Rússia                  | Okrug Autónomo de Chukotka - Península de Chukchi |
| Baía Kolyuchinskaya     | |
| Rússia                  | Okrug Autónomo de Chukotka - Península de Chukchi |
| Mar de Bering           | |
| Estados Unidos          | Ilha Atka e Ilha Amlia, Alasca |
| Oceano Pacífico         | Passa a oeste da Ilha Lisianski, Havai, Estados Unidos · Passa a oeste das ilhas Tafahi e Niuatoputapu, Tonga · Passa a leste das ilhas Fonualei e Toku, Tonga |
| Tonga                   | Ilha Vavaʻu |
| Oceano Pacífico         | |
| Oceano Antártico        | |
| Antártida               | Dependência de Ross, reclamada pela Nova Zelândia |